# Marián Gáborík
Marián Gáborík (Trenčin, 14. veljače 1982.) slovački je profesionalni hokejaš na ledu. Lijevoruki je napadač i igra na poziciji desnog krila. Trenutačno nastupa za New York Rangers u National Hockey League (NHL).

## National Hockey League

### Minnesota Wild (2000. – 2009.)
Minnesota Wildsi birali su Gáboríka kao 3. ukupno na NHL draftu 2000. godine. Gáborík je premijeri Minessote u NHL-u (1:3) protiv Anaheima upisao prvi gol u povijesti za Wild. 27. listopada 2002. dva rekorda srušila je Minnesota u Phoenixu - Wildsi su po prvi puta u svojoj povijesti slavili protiv Coyotesa u gostima, dok se za drugi rekord pobrinuo Gáborík zabilježivši čak šest bodova (najviše u povijesti franšize) - dva gola i četiri asistencije, za pobjedu od 6:1. Tijekom 2002./03. u svojoj trećoj sezoni dokazazao se kao jedan od ponajboljih igrača lige., a do siječnja upisao je svoj treći hat-trick sezone i s ukupno 18 golova predvodio NHL (do kraja sezone stigao je do brojke 30). U veljači 2003. Gáborík je za momčad Zapada sjajno odigrao svoj prvi All-Star postigavši gol čemu je dodao dvije asistencije.
U play-offu 2003. dugo je držao Wildse u igri za Stanleyjev kup, upisavši devet golova, ali to nije bilo dovoljno za prvo finale u povijesti franšize. Nakon završetka sezone Gáborík je otputovao u domovinu i nije se želio vratiti iz Slovačke prije nego mu je Minnesota ponudila uvjete ugovora koje on tražio. Mjesec dana nakon početka sezone 2003./04. Gáborík se vratio u Minnesotu dobivši 3-godišnji ugovor vrijedan 10 milijuna dolara.
U listopadu 2006. Gáborík je pogotkom u produžetku nad Kingsima donio šestu uzastopnu pobjedu Minnesote, što je rekord toga kluba, a Minnesota je bila jedina neporažena momčad lige. Tijekom 2006./07. zbog ozljede propustio je prvi dio sezone i zbog toga sakupio samo 48 nastupa. 21. prosinca 2007. u pobjedi Minnesote nad NY Rangersima 6:3 Gáborík je postigao pet golova, i time oborio još jedan rekord franšize. To je bilo prvi puta u 11 godina NHL-a da je netko postigao pet golova na utakmici. U siječnju 2008. u ostatku momčadi Zapada Gáborík je po drugi puta u karijeri biran na All-Star utakmicu i ujedno postigao pogodak. Iste sezone odigrao je najbolju sezonu u karijeri (stigao do 42 pogotka i 83 boda u sezoni), a s Pavolom Demitrom činio odličan par. U novu sezonu (2008./09.) nije ni krenuo i ubrzo se ozlijedio. Imao je tri mjeseca pauze te se vratio sredinom prosinca 2008., pogotkom i asistencijom protiv Calgaryja. U siječnju 2009. ponovo je zaradio ozljedu i otišao na dužu pauzu (3 mjeseca), a vratio se u travnju nakon što je propustio više od 60 utakmica. Završetkom sezone istekao mu je ugovor s Minnesotom, a nakon dugih neuspješnih pregovora napustio je klub. 

### New York Rangers (2009.- danas)
Prvog dana srpnja 2009. potpisao je za NY Rangerse petogodišnji ugovor vrijedan 37.5 milijuna dolara i postao nova glavna uzdanica kluba. Gáborík je svoj prvi pogodak sezone, ujedno i prvi pogodak za New York postigao tijekom otvaranja sezone, na europskom ledu. Krajem listopada 2009. zaradio je ozljedu protiv Phoenixa, a na led se vratio nakon dvije utakmice pauze pogotkom nad Bostonom.

## Nagrade

### NHL
| Nagrada               | Godina               |
| --------------------- | -------------------- |
| NHL All-Star utakmica | 2002./03., 2007./08. |

## Statistika karijere

### Klupska statistika
| 2000./01.       | Minnesota Wild   | NHL             | 71  | 18  | 18  | 36  | 32  | —  | —  | —  | —  | —  |
| 2001./02.       | Minnesota Wild   | NHL             | 78  | 30  | 37  | 67  | 34  | —  | —  | —  | —  | —  |
| 2002./03.       | Minnesota Wild   | NHL             | 81  | 30  | 35  | 65  | 46  | 18 | 9  | 8  | 17 | 6  |
| 2003./04.       | HK Dukla Trenčín | SVK             | 9   | 10  | 3   | 13  | 10  | —  | —  | —  | —  | —  |
| 2003./04.       | Minnesota Wild   | NHL             | 65  | 18  | 22  | 40  | 20  | —  | —  | —  | —  | —  |
| 2004./05.       | HK Dukla Trenčín | SVK             | 29  | 25  | 27  | 52  | 46  | 12 | 8  | 9  | 17 | 26 |
| 2004./05.       | Färjestads BK    | SEL             | 12  | 6   | 4   | 10  | 45  | —  | —  | —  | —  | —  |
| 2005./06.       | Minnesota Wild   | NHL             | 65  | 38  | 28  | 66  | 64  | —  | —  | —  | —  | —  |
| 2006./07.       | Minnesota Wild   | NHL             | 48  | 30  | 27  | 57  | 40  | 5  | 3  | 1  | 4  | 8  |
| 2007./08.       | Minnesota Wild   | NHL             | 77  | 42  | 41  | 83  | 63  | 6  | 0  | 1  | 1  | 4  |
| 2008./09.       | Minnesota Wild   | NHL             | 17  | 13  | 10  | 23  | 2   | —  | —  | —  | —  | —  |
| 2009./10.       | New York Rangers | NHL             | 58  | 35  | 34  | 69  | 33  | —  | —  | —  | —  | —  |
| Sveukupno - NHL | Sveukupno - NHL  | Sveukupno - NHL | 560 | 254 | 252 | 506 | 334 | 29 | 12 | 10 | 22 | 18 |

### Reprezentacija
| Godina              | Reprezentacija      | Natjecanje          |    | OU | G  | A  | Bod | KM |
| ------------------- | ------------------- | ------------------- | -- | -- | -- | -- | --- | -- |
| 1999.               | Slovačka (juniori)  | SJP                 | 6  | 3  | 0  | 3  | 2   |    |
| 1999.               | Slovačka (juniori)  | SJP-U18             | 7  | 3  | 8  | 11 | 2   |    |
| 2000.               | Slovačka (juniori)  | SJP                 | 7  | 3  | 1  | 4  | 0   |    |
| 2000.               | Slovačka (juniori)  | SJP-18              | 6  | 6  | 2  | 8  | 12  |    |
| 2001.               | Slovačka            | SP                  | 7  | 2  | 1  | 3  | 0   |    |
| 2004.               | Slovačka            | SP                  | 9  | 4  | 2  | 6  | 4   |    |
| 2005.               | Slovačka            | SK                  | 4  | 1  | 0  | 1  | 2   |    |
| 2005.               | Slovačka            | SP                  | 7  | 3  | 1  | 4  | 6   |    |
| 2006.               | Slovačka            | ZOI                 | 6  | 3  | 4  | 7  | 4   |    |
| 2007.               | Slovačka            | SP                  | 6  | 5  | 6  | 11 | 14  |    |
| Sveukupno - Juniori | Sveukupno - Juniori | Sveukupno - Juniori | 26 | 15 | 11 | 26 | 16  |    |
| Sveukupno - Seniori | Sveukupno - Seniori | Sveukupno - Seniori | 43 | 18 | 14 | 32 | 30  |    |

## Vanjske poveznice
- Profil na NHL.com
- Profil na The Internet Hockey Database